# Pentameris obtusifolia
Pentameris obtusifolia är en gräsart som först beskrevs av Ferdinand von Hochstetter, och fick sitt nu gällande namn av Herold Georg Wilhelm Johannes Schweickerdt. Pentameris obtusifolia ingår i släktet Pentameris och familjen gräs. Inga underarter finns listade i Catalogue of Life.